# آسکبی
آسکبی (به سوئدی: Askeby) یک منطقه مسکونی است که در بخش لینشوپینگ شهرستان اوستریوتلاند در کشور سوئد واقع شده است. جمعیت آسکبی در پایان سال ۲۰۱۰ بالغ بر ۵۱۸ نفر بوده است.